# Дория Ланди Памфили
Родът Дория Ланди Памфили или Дория Памфили Ланди (на италиански: Doria Landi Pamphili, Doria Pamphili Landi) или просто Дория Памфили (Doria Pamphili) е прочуто древно благородническо генуезко и римско семейство.

## История
Фамилното име, съставена от три знатни семейства от светски произход, е в резултат на два важни брака:
- В началото на XVII век Джовани Андреа II Дория се жени за Мария Полисена Ланди, принцеса на Вал ди Таро (Парма). Вследствие на този брак са придобити наследството, фамилното име и гербът на семейство Ланди (които могат да се похвалят с родство с имперската династия на Швабия). Тези хералдически елементи присъстват в семейния герб и до днес.
- През 1763 г. по волята на папа Климент XIII фамилното име, гербовете и имотите на семейство Памфили са предоставени на Джовани Андреа IV Дория Ланди (* 1705, † 1764) – княз на Мелфи, Вал ди Таро и Мелдола. Искането на княз Джовани Андреа IV се основава на правата, придобити след брака между Джовани Андреа III Дория и Анна Памфили през 1671 г. Те целят да се регулира унаследяването на Джироламо Памфили, останал без мъжки наследници, и спора относно съдбата на Вила Дория Памфили в Рим. В чест на кардинал Джовани Батиста Памфили – бъдещият папа Инокентий X вилата е разширена след избирането му на папския трон през 1644 г.

През 1767 г. Андреа IV Дория Ланди Памфили – син на Джовани Андреа IV, последван от съпругата си Леополда Савойска-Каринян, се мести от Генуа в Рим по силата на папски декрет, който задължава собствениците на големи недвижими имоти да пребивават на територията на държавата. След това благородническата двойка се настанява в двореца Дория-Памфили, който все още обитаван от семейните наследници през XXI век.
Братята на Андреа – Антонио Мария (* 1749, † 1821) и Джузепе Мария (* 1751, † 1816) стават кардинали. На върха на кариерата си те стигат съответно до постовете на Камерхер и на Държавен секретар на Ватикана по времето на папа Пий VI.
Едно от 9-те деца на Андреа IV – Луиджи Джовани Андреа V Дория Памфили Ланди (* 1799, † 1829) се жени през 1808 г. за Тереза Орсини ди Гравина – основателка на Женския религиозен институт на милосърдните сестри хоспиталиерки и на Ордена на Лаврентийските дами.
От 21 декември 1870 г. до март 1871 г. Филипо Андреа V Дория Памфили Ланди (* 1813, † 1876) – първороден наследник е временно изпълняващ длъжността съветник на кмета на Рим.

## Изчезване на рода
Принц Филипо Андреа VI Дория Памфили Ланди (* 1886, † 1958) – убеден антифашист, е кмет на Рим от 10 юни 1944 до 10 декември 1946 г. Неговият мандат обхваща Освобождението на Италия и прехода към новия републикански конституционен ред.
През 1958 г. е сключен бракът между Ориета Дория Памфили Ланди (* 1922, † 2000) и Франк Джордж Уигнал Погсън (* 1922, † 1998) – офицер от Кралските военноморски сили на Великобритания, който преди брака и вследствие на желанието на принц Филипо Андреа Дория Памфили добавя към фамилното си име имената на съпругата си – последна представителка на своя род.

## Принцове на Мелфи
- Трояно II Карачоло дел Соле († 16 май 1520), 1-ви принц на Мелфи
- Серджани III Карачоло дел Соле (* 1487, † 1559), 2-ри принц на Мелфи
- Андреа Дория (* 1466, † 1560), 3-ти принц на Мелфи
- Маркантонио Дория дел Карето (XVI век), 4-ти принц на Мелфи
- Дзанобия Дел Карето Дория (* 1540, † 1590), 5-а принцеса на Мелфи
- Джанандреа Дория (* 1539, † 1606), 6-ти принц на Мелфи
- Андреа Дория (* 1570, † 1612), 7-и принц на Мелфи
- Джовани Андреа Дория (* 1606, † 1618), 8-и принц на Мелфи
- Джовани Андреа Дория (* 1607, † 1640), 9-и принц на Мелфи
- Андреа Дория (* 1628, † 1654), 10-и принц на Мелфи
- Джовани Андреа Дория Ланди (* 1653, † 1737), 11-ти принц на Мелфи
- Джовани Андреа Дория Ланди (* 1705, † 1764), 12-ти принц на Мелфи
- Джовани Андреа Дория Ланди Памфили (* 1747, † 1820), 13-ти принц на Мелфи
- Луиджи Джовани Дория Ланди Памфили (* 1779, † 1838), 14-ти принц на Мелфи
- Филипо Андреа Дория Ланди Памфили (* 1813, † 1876), 15-и принц на Мелфи
- Джовани Андреа Дория Ланди Памфили (* 1843, † 1890), 16-и принц на Мелфи
- Алфонсо Дория Ланди Памфили (* 1851, † 1914), 17-и принц на Мелфи
- Филипо Андреа Дория Ланди Памфили (*1886, † 1958), 18-и и последен принц на Мелфи

## Кардинали Дория Памфили
В скоби – година на номиниране.
- Джузепе Мария Дория Памфили (1785)
- Антонио Мария Дория Памфили (1785)
- Джорджо Дория Памфил Ланди (1816).